# هانس زاكس (طبيب أسنان)
هانس زاكس (بالألمانية: Hans Sachs)‏ هو طبيب أسنان ألماني، ولد في 11 أغسطس 1881 في فروتسواف في بولندا، وتوفي في 21 مارس 1974 في نيويورك في الولايات المتحدة.